# Hôtel des Salazes
L'hôtel des Salazes est un édifice en ruine de l'île de La Réunion, département d'outre-mer français dans le sud-ouest de l'océan Indien. Situé à Hell-Bourg, une ancienne station thermale de la commune de Salazie, dans les Hauts de l'île, il est construit par l'armée française au milieu du XIXe siècle pour servir d'hôpital militaire, mais cet établissement sanitaire ferme en 1908 et le bâtiment est cédé à la colonie en 1919 avant d'être converti en un hôtel en 1920. Devenu une propriété du conseil général de La Réunion avec la départementalisation de 1946, l'hôtel lui-même ferme ses portes en 1984 et ses murs désormais déserts ne sont finalement revendus par la collectivité locale que dans le courant de l'année 2009. L'acquéreur, le groupe mauricien Trimetys, a eu un temps pour projet d'y rouvrir un quatre étoiles de 36 chambres en 2012 après avoir lancé des travaux de rénovation à la fin du premier trimestre 2011.